# 梶田大嗣
梶田 大嗣（かじた だいし、9月26日 - ）は、日本の男性声優。広島県出身。プロダクション・エース所属。

## 略歴
声優になろうと思ったきっかけは子供の頃から芝居が好きで学生時代にラジオ番組をしていた友人に勧められたことから。三谷幸喜による監督作品『ラヂオの時間』で「声優って楽しそうだな」と思ったと語っている。
声優&声優アーティスト育成プロジェクトオーディションで、2015年にオーディションにて「プロダクション・エース賞」を受賞。

## 人物
趣味には映画鑑賞、音楽鑑賞、ライブ参戦、散歩をそれぞれ挙げている。特技にはバスケットボールを挙げている。

## 出演
太字はメインキャラクター。

### テレビアニメ
2016年
- 私がモテてどうすんだ（生徒）

2017年
- 終末なにしてますか? 忙しいですか? 救ってもらっていいですか?（船員D、作業員A）
- はじめてのギャル（モブC男）

2018年
- 6HP/シックスハートプリンセス
- 俺が好きなのは妹だけど妹じゃない（男性客A）

2019年
- ダイヤのA actII（2019年 - 2020年、永源投手、谷口翔、宮川輝）
- BEM（敵対チームの少年B）
- あんさんぶるスターズ!（男子生徒）

2020年
- 炎炎ノ消防隊 弐ノ章（第2隊員）
- NOBLESSE -ノブレス-（ラエル・ケルティア）

2021年
- SDガンダムワールド ヒーローズ（馬超ガンダムバルバトス）
- セスタス -The Roman Fighter-（ゲティ）

2022年
- 賢者の弟子を名乗る賢者（重臣、ゾンビ、市民、兵士、観客 他）
- 史上最強の大魔王、村人Aに転生する（男子生徒）
- 乙女ゲー世界はモブに厳しい世界です（選手）
- ブルーロック（2022年 - 2023年、成早朝日）
- アイドリッシュセブン Third BEAT!（スタッフA）
- ぷにるんず（2022年 - 2023年、はぴるん）

2023年
- 夢見る男子は現実主義者（花輪蓮二）
- レベル1だけどユニークスキルで最強です（レイズ）
- 文豪ストレイドッグス（福沢諭吉〈少年〉）
- ビックリメン（ヤマト）

2024年
- 遊☆戯☆王ゴーラッシュ!!（セミ侍、七日乃命）
- ひみつのアイプリ（2024年 - 2025年、霧島律） - 2シリーズ
- 戦隊大失格（2024年 - 2025年、桜間日々輝） - 2シリーズ
- 義妹生活（坂本大輔）
- ダンジョンの中のひと（ルグラント）
- 小市民シリーズ（男子）
- 多数欠（男）

2025年
- 黒岩メダカに私の可愛いが通じない（男子生徒、客）
- アオのハコ
- ボールパークでつかまえて!（客、ニャオ）
- 黒執事 -緑の魔女編-（使用人）
- 機械じかけのマリー（メイナード）

### 劇場アニメ
- 百日紅 〜Miss HOKUSAI〜（2015年）
- この世界の片隅に（2016年）
- 映画 さよなら私のクラマー ファーストタッチ（2021年、納戸）
- 劇場版ブルーロック -EPISODE 凪-（2024年、成早朝日）

### OVA
- 新妹魔王の契約者 DEPARTURES（2018年、男性）

### Webアニメ
- ブルーロック あでぃしょなる・たいむ!（2022年、成早朝日）
- ライジングインパクト（2024年、新山誠）

### ゲーム
- Ar:pieL（2018年、スマイリー[24]）
- SDガンダムワールド 三国創傑伝（2019年、馬超ガンダムバルバトス[25]）
- 刀剣乱舞ONLINE（九鬼正宗(くきまさむね)）

### ラジオドラマ
- 帝王森川とボイトレ男子（佐々江大慈、吹織砂丘）

### ボイスコミック
- 恋するメゾン（2018年、六道斑流）
- ひなたのブルー（2020年、夏野空）
- 帰ってください！阿久津さん（2020年 - 大山くん)

### 吹き替え

#### 映画
- ホーム・チーム（英語版）（マーカス〈ジェイコブ・ペレス〉）

#### ドラマ
- 七日の王妃（ヨク王子）
- ピオリアのプリンス（英語版）（エミール〈ギャビン・ルイス〉[26]）

#### テレビ番組
- ネクスト・イン・ファッション（英語版）（タン・フランス（英語版））[27]

#### アニメ
- 卓球少女 -閃光のかなたへ-（卓球チーム男子A[28]）

### テレビドラマ
- バスケも恋も、していたい（2016年、フジテレビ）

### その他コンテンツ
- 講談社・東京卍リベンジャーズ テレビCM（花垣タケミチ）
- 夏フェス2019
- ボイスドラマ 四つ子ぐらし（野町湊）
- ENGI-MONOGATARI (毘沙門テンカ)[29]

## ディスコグラフィ

### キャラクターソング
| 発売日         | 商品名                                                            | 歌                                                                                 | 楽曲                    | 備考                                           |
| -------------- | ----------------------------------------------------------------- | ---------------------------------------------------------------------------------- | ----------------------- | ---------------------------------------------- |
| 2020年7月8日   | スクールバンドライフ The First Semester Side:テクノポップバンド部 | HAPPY SCORE                                                                        | ｢キミ色ダンスコード｣    | 『スクールバンドライフ』関連曲                 |
| 2022年12月14日 | ブルーロック キャラクターソングミニアルバム vol.1                 | TEAM Z                                                                             | 「The Last One」        | テレビアニメ『ブルーロック』関連曲             |
| 2022年12月14日 | ブルーロック キャラクターソングミニアルバム vol.1                 | 潔世一（浦和希）、我牙丸吟（仲村宗悟）、成早朝日（梶田大嗣）、五十嵐栗夢（市川蒼） | 「暴風とプロメテウス」  | テレビアニメ『ブルーロック』関連曲             |
| 2023年12月20日 | 青春☆ワチャゴナドゥ / BYE×BYE GAME                                | ヤマト（梶田大嗣）、牛若（森嶋秀太）、ジャック（橘龍丸）                           | 「青春☆ワチャゴナドゥ」 | テレビアニメ『ビックリメン』エンディングテーマ |

### ユニットメンバー
1. ↑  雲英聖（沢城千春）、高屋敷樂（財満健太）、杏文（梶田大嗣）
2. ↑  潔世一（浦和希）、蜂楽廻（海渡翼）、國神錬介（小野友樹）、千切豹馬（斉藤壮馬）、久遠渉（中澤まさとも）、雷市陣吾（松岡禎丞）、今村遊大（千葉翔也）、我牙丸吟（仲村宗悟）、成早朝日（梶田大嗣）、伊右衛門送人（綿貫竜之介）、五十嵐栗夢（市川蒼）

### 一覧
1. ↑  第1期（2024年 - 2025年）、第2期『リング編』（2025年）
2. ↑  1st season（2024年）、2nd season（2025年）